# Detlef Hofmann
Detlef Hofmann (ur. 12 listopada 1963 w Karlsruhe) – niemiecki kajakarz, mistrz olimpijski z Atlanty 1996, trener, samorządowiec.

## Kariera
Kariera sportowa Detlefa Hofmanna trwała od końca lat 80. do końca lat 90. Zdobył trzykrotne mistrzostwo (1991 – 500 m i 10000 m, 1995 – 1000 m) oraz dwukrotne wicemistrzostwo świata (1991 – 1000 m, 1995 – 500 m) w kajakarskiej konkurencji K-4 oraz mistrzostwo olimpijskie podczas turnieju olimpijskiego 1996 w Atlancie w konkurencji K-4 1000 m wraz z Olafem Winterem i Markiem Zabelem. Do 1992 roku był rzecznikiem reprezentacji Niemiec Był także 19-krotnym mistrzem Niemiec.

### Doping
Tuż przed rozpoczęciem letnich igrzysk olimpijskich 1992 w Barcelonie został ukarany 2-letnią dyskwalifikacją za stosowanie dopingu (testosteron). Do zawodów wrócił w 1994 roku.

## Po zakończeniu kariery
Detlef Hofmann po zakończeniu kariery sportowej rozpoczął karierę trenerską. Pracował jako trener w klubie Rheinbrüdern Karlsruhe, a od 2001 roku jest trenerem reprezentacji Niemiec. Od 2004 roku jest radnym w mieście Karlsruhe z ramienia CDU.